# 伯爾格瑟內什蒂鄉

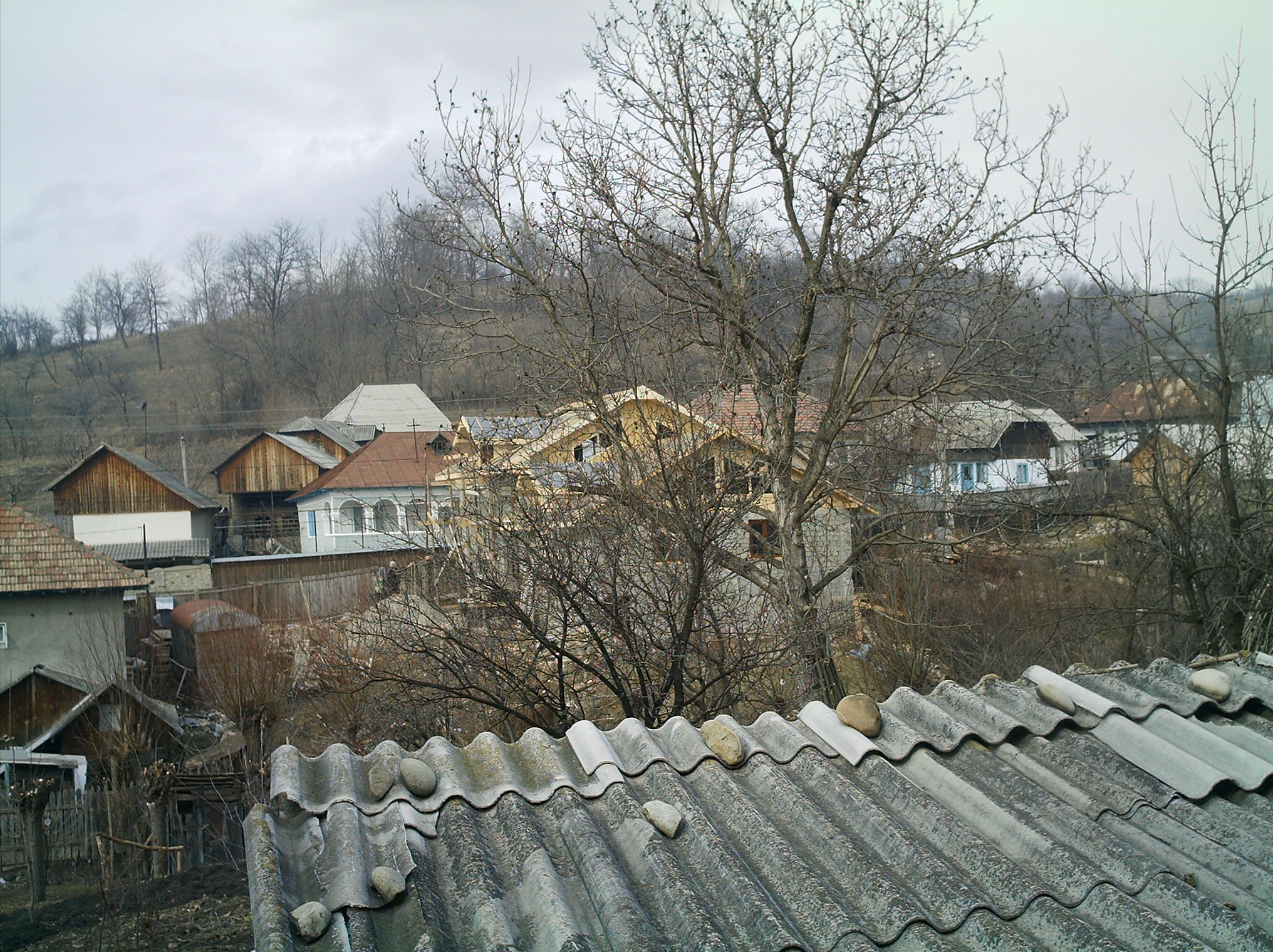
伯爾格瑟內什蒂鄉

46°20′N 26°42′E / 46.333°N 26.700°E
伯爾格瑟內什蒂鄉（羅馬尼亞語：Comuna Bârsănești, Bacău），是羅馬尼亞的鄉份，位於該國東北部，由巴克烏縣負責管轄，面積70平方公里，海拔高度268米，2007年人口5,199，人口密度每平方公里74人。